# Quinque Compilationes Antiquae

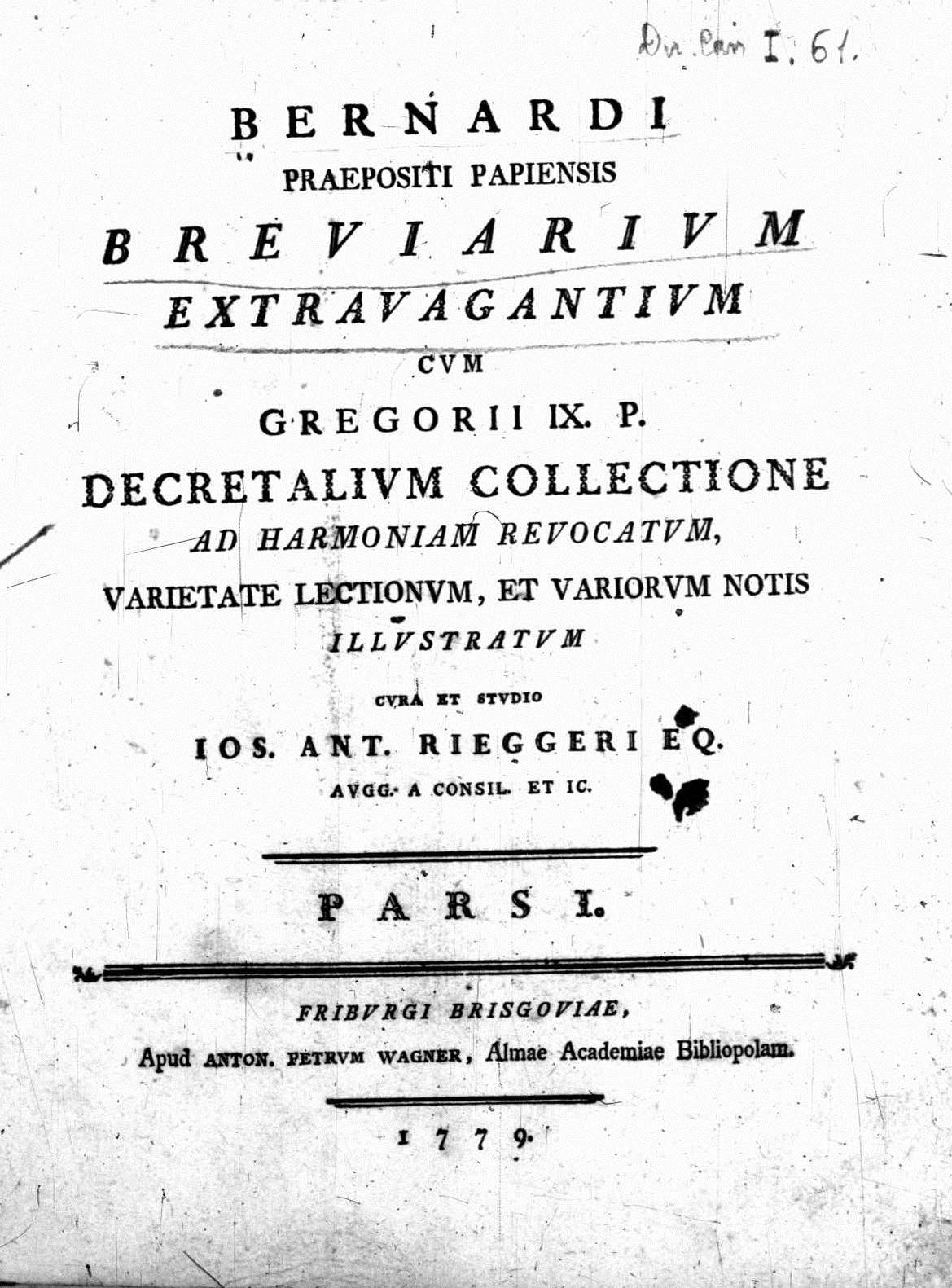
Breviarium extravagantium von Bernhard von Pavia, die erste der fünf compilationes.

Die Quinque compilationes antiquae sind fünf in der Zeit vom Ende des 12. bis zum Anfang des 13. Jahrhunderts entstandene Sammlungen von Dekretalen. Sie wurden später durch den Liber Extra ersetzt.

## Allgemein
Innerhalb der zahlreichen Dekretalensammlungen, die zwischen dem Decretum Gratiani (kurz nach 1139) und dem Liber Extra (1234) entstanden, hatten fünf Sammlungen eine Sonderstellung. Sie werden als Quinque compilationes antiquae zusammengefasst, wobei die Bezeichnung als ‚alte‘ Sammlungen (antiquae) sie vom Liber Extra abgrenzen sollte. Die Nummerierung stammt von den älteren Dekretalisten und ist nach systematischen Gesichtspunkten gewählt worden. Die Quinque compilationes antiquae sind die einzigen Dekretalensammlungen, denen die Bologneser Rechtsschule eine allgemeine Anerkennung gegeben hat.

## Die einzelnen Sammlungen

### Compilatio Prima
Die Compilatio I (auch Breviarium extravagantium) wurde 1187 oder kurz danach von Bernhard von Pavia komipliert. Es handelt sich um Nachträge zum Decretum Gratiani durch Sammlung von Quellen, die von Gratian nicht verwendet wurden, darunter auch zahlreiche Auszüge aus den Briefen Gregors des Großen.
Die Sammlung ist nach Rechtsmaterien in fünf Bücher gegliedert, den schon im Mittelalter je ein Schlagwort zugeordnet wurde:
- judex:	päpstliche Regierung, d. h. Ämter und Verwaltung
- judicium:	Verfahrensrecht
- clerus:	geistliches und Vermögensrecht
- connubia:	(sponsalia) Eherecht
- crimen:	Straf- und Strafprozessrecht

Diese Einteilung wurde zum Vorbild der meisten nachfolgenden Sammlungen. 

### Compilatio Secunda
Die Compilatio II antiqua entstand um 1210–1215 und damit erst nach der Compilatio III; sie wurde verfasst von Johannes Galensis (John of Wales). Er war Magister und Professor in Bologna. Sie umfasst Dekretalen der Päpste Clemens III. und Coelestin III. (1191–1198) sowie Quellen, die Bernhard von Pavia in seiner Compilatio Prima ausgelassen hatte, vor allem Dekretalen der Pontifikate Alexanders III. (1159–1181) und der nachfolgenden Päpste (1159–1187). Sie stützt sich auf Sammlungen von Gilbert und Alanus (13. Jahrhundert). Sie folgt dem Einteilungsprinzip in fünf Bücher.

### Compilatio Tertia
Die Compilatio III antiqua entstand 1210 und wurde von Petrus Collivaccinus Beneventanus (11./12. Jahrhundert) verfasst. Dieser war ein Notar von Papst Innozenz III. (1198–1216). Er war Magister der Bologneser Schule. Sie enthält die Dekretalen der ersten 12 Regierungsjahre Innozenz III. (bis 1209) und wurde mit der Bulle Devotioni vestrae am 28. Dezember 1210 an die Magister und Studenten der Schule von Bologna übersandt und auf diese Weise promulgiert. Damit wurde diese Kompilation zur ersten authentischen Dekretalensammlung, der hierdurch universale Gesetzeskraft zukam. Der Einteilungsgrundsatz in fünf Bücher besteht hier auch.

### Compilatio Quarta
Die Compilatio IV antiqua entstand 1216. Sie beinhaltet die Dekretalen von Innozenz III. der Regierungsjahre 1210–1216 und frühere, die nicht in die Compilatio Tertia aufgenommen wurden. Sie enthält die Beschlüsse des 4. Laterankonzils (1215). Der Verfasser war wahrscheinlich Johannes Teutonicus Zemeke (gest. 1245/46). Die Sammlung, die der fünfgliedrigen Einteilung folgt, wurde nie promulgiert. Sie ist als private Sammlung anzusehen. Trotzdem war sie sowohl in der kirchlichen Praxis als auch in den Rechtsschulen sehr gebräuchlich.

### Compilatio Quinta
Die Compilatio V antiqua wurde 1226 durch den Bologneser Dekretalisten Tankred zusammengestellt. Sie enthält die Dekretalen Papstes Honorius III. (1216–1227) bis zum Jahr 1226 und eine kaiserliche Konstitution Friedrichs II. (1212–1250) aus dem Jahr 1220 über verschiedene Freiheiten der Kirche. Honorius III. sandte sie mit der Bulle Novae causarum vom 2. Mai 1226 an die Bologneser Schule; die Compilatio V war damit die zweite authentische Dekretalensammlung der römischen Kirche. Der Einteilungsgrundsatz in fünf Bücher besteht auch hier. Sie erhielt weiteste Anerkennung.

## Edition
- Emil Friedberg (Hrsg.): Quinque compilationes antiquae, nec non Collectio canonum Lipsiensis. Ad librorum manu scriptorum fidem recognovit et adnotatione critica. Tauchnitz, Leipzig 1882, S. 1–65 (archive.org [abgerufen am 27. Juni 2022]).